# Belák Sándor (agrogeológus)
Belák Sándor (Enying, 1919. április 20. – Keszthely, 1978. december 27.) mezőgazdász, egyetemi tanár, a Magyar Tudományos Akadémia levelező tagja (1970). Apja Belák Imre (1891–1961), Veszprém vármegye tiszti főorvosa volt.

## Életpályája
Enyingen született 1919. április 20-án. A József Nádor Műszaki és Gazdaságtudományi Egyetemen szerzett diplomát. 1951-ben Keszthelyen helyezkedett el, a Mezőgazdasági Kísérleti Intézet munkatársa lett. 1960-tól a keszthelyi Mezőgazdasági Akadémián (a későbbi főiskola, majd a Keszthelyi Agrártudományi Egyetem) oktatója, igazgatója, 1977-ig rektora. Első munkáiban a láp és a rossz vízgazdálkodású talajok meliorációjával foglalkozott, e témakörben szerzett kandidátusi, majd tudományok doktora fokozatot. 
Munkásságának elismeréseként 1962-ben Helsinkiben a Nemzetközi Láp- és Tőzegkutató Társaság elnökhelyettesévé választották.
Országgyűlési képviselő (Keszthely város, ill. Keszthelyi járás, 1963–1978), az Országgyűlés Mezőgazdasági Állandó Bizottságának elnöke (1971–1977). 
Keszthelyen, a Szent Miklós-temetőben helyezték örök nyugalomra (Mauzóleumkert, díszsírhely, jobb oldal, keresztsor, 1. sírhely). Sírját 2021-ben a Nemzeti Örökség intézete felújíttatta.

## Munkássága
Tudományos kutatásainak másik területe a növénytermesztés volt. Kiváló eredményeket ért el a vetésforgók termést alakító hatásának vizsgálatában, a másodnövények termesztésében, a kedvezőtlen adottságú földterületek jobb hasznosításában. Mint a keszthelyi egyetem Alkalmazott Üzemtani Tanszékének vezetője, az 1960-as évek közepétől behatóan foglalkozott a mezőgazdasági nagyüzemek vezetési módszereinek kidolgozásával. Elért eredményeit számos külföldi kitüntetés is jelezte, a Martin Luther Egyetem díszdoktora, a Max Planck Társaság tiszteletbeli tagja.

## Főbb munkái
- A Balaton-környéki láptalajok tulajdonsága, vízrendezése és mezőgazdasági hasznosítása (Keszthely, 1955)
- A nagyüzemi mezőgazdasági termelés előfeltételei és főbb irányelvei a nyugat-magyarországi erodált erdőségi talajokon (Budapest, 1962)
- Mezőgazdasági nagyüzemek vezetésének gyakorlata (társszerzőkkel, Budapest, 1968)